# Viscount Valentia
Viscount (of) Valentia ist ein erblicher britischer Adelstitel, der zweimal in der Peerage of Ireland verliehen wurde.

## Verleihung, nachgeordnete und weitere Titel
Der Titel wurde erstmals am 1. März 1621 für Sir Henry Power geschaffen. Da dieser keine direkten Erben hatte, gewährte König Jakob I. seinem Verwandten Sir Francis Annesley, 1. Baronet, am 11. März 1622 den Titel im Wege einer „reversionary grant“. Das heißt, er sollte den Titel beim Tod Powers erhalten. Entsprechend erhielt Francis den Titel bei dessen Tod am 25. Mai 1642. Dieser war bereits 1620 in der Baronetage of Ireland zum Baronet, of Newport Pagnell in the County of Buckingham, und am 8. Februar 1629 in der Peerage of Ireland zum Baron Mountnorris, of Mountnorris in the County of Armagh erhoben worden.
Dessen Sohn, der 2. Viscount, wurde 1661 in der Peerage of England zum Earl of Anglesey und Baron Annesley erhoben. Sein Nachfahre, der 6. Earl, erbte 1727 auch den 1681 in der Peerage of Ireland geschaffenen Titel 5. Baron Altham. Das Earldom Anglesey und die Baron Annesley erloschen beim Tod desselben am 14. Februar 1761, die Viscountcy Valentia und Baronien Mountnorris und Altham fielen indessen an seinen Verwandten Arthur Annesley als 8. Viscount. Dieser wurde am 20. Dezember 1793 in der Peerage of Ireland zum Earl of Mountnorris erhoben. Das Earldom Mountnorris und die Baronie Altham erloschen beim Tod von dessen Sohn, dem 2. Earl 1844, die übrigen Titel fielen an seinen Verwandten Arthur Annesley als 10. Viscount. Dessen Sohn, der 11. Viscount, wurde 1917 in der Peerage of the United Kingdom zum Baron Annesley erhoben. Diese Baronie erlosch beim Tod seines Sohnes, des 12. Viscounts, 1949, die übrigen Titel fielen an seinen Verwandten William Annesley als 13. Viscount. Heutiger Titelinhaber ist Francis Annesley als 16. Viscount.

## Liste der Viscounts Valentia

### Viscounts Valentia, erste Verleihung (1621)
- Henry Power, 1. Viscount Valentia († 1642)

### Viscounts Valentia, zweite Verleihung (1622)
- Francis Annesley, 1. Viscount Valentia (1583–1660)
- Arthur Annesley, 1. Earl of Anglesey, 2. Viscount Valentia (1614–1686)
- James Annesley, 2. Earl of Anglesey, 3. Viscount Valentia (1645–1690)
- James Annesley, 3. Earl of Anglesey, 4. Viscount Valentia (1674–1702)
- John Annesley, 4. Earl of Anglesey, 5. Viscount Valentia (1676–1710)
- Arthur Annesley, 5. Earl of Anglesey, 6. Viscount Valentia († 1737)
- Richard Annesley, 6. Earl of Anglesey, 7. Viscount Valentia (1690–1761)
- Arthur Annesley, 1. Earl of Mountnorris, 8. Viscount Valentia (1744–1816)
- George Annesley, 2. Earl of Mountnorris, 9. Viscount Valentia (1770–1844)
- Arthur Annesley, 10. Viscount Valentia (1785–1863)
- Arthur Annesley, 11. Viscount Valentia (1843–1927)
- Caryl Annesley, 12. Viscount Valentia (1883–1949)
- William Annesley, 13. Viscount Valentia (1875–1951)
- Francis Annesley, 14. Viscount Valentia (1888–1983)
- Richard Annesley, 15. Viscount Valentia (1929–2005)
- Francis Annesley, 16. Viscount Valentia (* 1959)

Mutmaßlicher Titelerbe (Heir Presumptive) ist der Bruder des aktuellen Titelinhabers Peter Annesley (* 1967).